# Jacqueline Fraysse
Pour les articles homonymes, voir Fraysse.
Jacqueline Fraysse, née le 25 février 1947 à Paris, est une cardiologue et femme politique française.
Membre du Parti communiste français, elle est députée de 1978 à 1986, sénatrice de 1986 à 1997 avant de retrouver son siège au palais Bourbon de 1997 à 2017.

## Biographie

### Origines et vie familiale
Jacqueline Paulette Marguerite Fraysse est née le 25 février 1947 à Paris, dans le 12e arrondissement de Paris. Ses deux parents, Louis Fraysse et Élise Lasserre, sont journalistes et militants communistes ; son père est maire de Gros-Chastang de 1947 à 1995,.
Le 8 mai 1976, elle épouse Claude Gauché Cazalis, décédé en 2012, avec qui elle aura deux enfants. Son fils, Gilles Gauché-Cazalis, est conseiller municipal de Nanterre depuis 2008.

### Études et formation
Après des études primaires et secondaires à Nanterre, elle suit les cours de la faculté de médecine de Paris. Elle y obtient son diplôme de docteur en médecine, et un certificat d'études spécialisées de cardiologie.

### Carrière professionnelle
Elle commence l'exercice de la cardiologie à Nanterre puis poursuit toute sa carrière au centre de santé municipal d'Argenteuil en qualité de cardiologue. Elle prend sa retraite à l'automne 2012.

### Carrière politique
En 1971, elle est élue conseiller municipal communiste de Nanterre, et en 1976 conseiller général du canton de Nanterre-Nord.
En 1978, elle est élue députée dans la septième circonscription des Hauts-de-Seine qui couvre les communes de Nanterre et Suresnes,.
Réélue en 1981, elle se spécialise — au sein de la Commission des Affaires culturelles, familiales et sociales — sur les questions d'hygiène et de santé, sur les conditions de travail des femmes et sur l'emploi des jeunes ainsi que sur la situation des étrangers en France.
Elle est élue sénateur des Hauts-de-Seine en 1986 et réélue en 1995. Inscrite au groupe communiste (devenu CRC en 1995), elle participe aux travaux de la commission des lois puis à la commission des affaires sociales,.
Le 26 mai 1988, moins d'un an avant les élections municipales de 1989, elle est élue pour la première fois maire de Nanterre par le conseil municipal, succédant à Yves Saudmond.
Elle démissionne du Sénat à la suite de son élection comme députée dans la quatrième circonscription des Hauts-de-Seine le 1er juin 1997. Réélue le 16 juin 2002 puis le 17 juin 2007, elle est inscrite au groupe communiste, qui devient en 2007 la Gauche démocrate et républicaine.
Le 26 mars 2002, elle préside une réunion du conseil municipal de Nanterre au terme de laquelle, à 1 h 10 du matin, huit élus municipaux sont tués et dix-neuf autres personnes blessées (dont 14 grièvement) par Richard Durn. Elle regrette, pour le « deuil des familles des victimes », qu'au quai des Orfèvres, le lendemain, ce « déséquilibré » ait pu se suicider.
Le 17 octobre 2004, elle démissionne de la mairie de Nanterre et redevient simple conseillère municipale, tout en restant députée. Le conseil municipal élit Patrick Jarry pour la remplacer. Elle dissocie nettement sa démission du drame de 2002, en précisant qu'il faut quelqu'un de complètement impliqué pour mener à bien les futurs défis de Nanterre notamment le projet d'extension à Nanterre de l'axe historique.
En mars 2010, elle quitte le PCF en même temps que plusieurs « communistes unitaires », autour de Patrick Braouezec, et rejoint la Fédération pour une alternative sociale et écologique, qui adhère elle-même au Front de Gauche en juin 2011. Elle participe à la création, à Nanterre, de Gauche Citoyenne, un mouvement politique alternatif inspiré notamment de la construction « mouvementiste[Quoi ?] » des forums sociaux mondiaux.
Elle est réélue députée le 17 juin 2012 et inscrite au groupe Gauche démocrate et républicaine (GDR) qui regroupe le parti communiste, le Front de gauche et leurs alliés.
En mars 2014, son mandat de conseillère municipale de Nanterre prend fin et elle est nommée par le conseil municipal maire honoraire de la ville de Nanterre pour ses 15 ans de mandat à cette responsabilité.
Elle ne se représente pas lors des législatives 2017.

## Mandats

### Mandats nationaux

#### Assemblée nationale
- 03/04/1978 - 22/05/1981 : députée de la 7e circonscription des Hauts-de-Seine
- 02/07/1981 - 01/04/1986 : députée de la 7e circonscription des Hauts-de-Seine
- 01/06/1997 - 16/06/2002 : députée de la 4e circonscription des Hauts-de-Seine
- 16/06/2002 - 16/06/2007 : députée de la 4e circonscription des Hauts-de-Seine
- 26/06/2007 - 20/06/2012 : députée de la 4e circonscription des Hauts-de-Seine
- 20/06/2012 - 18/06/2017 : députée de la 4e circonscription des Hauts-de-Seine
  - Membre de la Commission des Affaires sociales (Assemblée nationale)

#### Sénat
- Élue le 28 septembre 1986 sénatrice des Hauts-de-Seine
- Réélue le 24 septembre 1995 ;
- Fin de mandat le 12 juin 1997 (démission : élue députée).

### Mandats locaux
- 1971[4] : conseillère municipale de Nanterre (Hauts-de-Seine)
- 14/05/1976 - 21/03/1982 : Conseiller général du Canton de Nanterre-Nord (Hauts-de-Seine)
- 26/05/1988 - 12/03/1989 : maire de Nanterre (Hauts-de-Seine)
- 20/03/1989 - 18/06/1995 : maire de Nanterre (Hauts-de-Seine)
- 25/06/1995 - 18/03/2001 : maire de Nanterre (Hauts-de-Seine)
- 18/03/2001 - 17/10/2004 : maire de Nanterre (Hauts-de-Seine) (démission du mandat de maire)

## Décorations
- Chevalier de la Légion d'honneur du 30 décembre 2017 au titre de « ancienne sénatrice et ancienne députée des Hauts-de-Seine ; 46 ans de services »[10].

## Synthèse des résultats électoraux

### Élections législatives
| Année | Parti                                      | Parti | Circonscription       | 1er tour | 1er tour | 1er tour    | 2d tour     | 2d tour     | 2d tour | Issue |
| Année | Parti                                      | Parti | Circonscription       | Voix     | %        | Rang        | Voix        | %           | Rang    | Issue |
| ----- | ------------------------------------------ | ----- | --------------------- | -------- | -------- | ----------- | ----------- | ----------- | ------- | ----- |
| 1978  |                                            | PCF   | 7e des Hauts-de-Seine | 19 353   | 37,47    | 1er         | 28 850      | 58,28       | 1er     | Élue  |
| 1981  | 15 009                                     | PCF   | 7e des Hauts-de-Seine | 34,46    | 1er      | 25 040      | 100,00      | 1er         | Élue    |       |
| 1986  | Proportionnelle à l'échelle départementale | PCF   | 66 185                | 10,75    | 4e       | Tour unique | Tour unique | Tour unique | Battue  |       |
| 1988  | 4e des Hauts-de-Seine                      | PCF   | 10 074                | 22,66    | 3e       | Retrait     | Retrait     | Retrait     | Retrait |       |
| 1993  | 4e des Hauts-de-Seine                      | PCF   | 8 526                 | 21,29    | 2e       | 18 665      | 47,40       | 2e          | Battue  |       |
| 1997  | 4e des Hauts-de-Seine                      | PCF   | 9 661                 | 25,90    | 2e       | 20 731      | 53,16       | 1er         | Élue    |       |
| 2002  | 4e des Hauts-de-Seine                      | PCF   | 9 896                 | 26,23    | 2e       | 17 729      | 50,76       | 1er         | Élue    |       |
| 2007  | 4e des Hauts-de-Seine                      | PCF   | 9 989                 | 25,54    | 2e       | 19 985      | 54,44       | 1er         | Élue    |       |
| 2012  | 4e des Hauts-de-Seine                      |       | FASE (FG)             | 11 491   | 29,90    | 1er         | 21 426      | 59,14       | 1er     | Élue  |